# Mount Hay, British Columbia
Mount Hay är ett berg i Kanada.   Det ligger i provinsen British Columbia, i den västra delen av landet, 4 300 km väster om huvudstaden Ottawa. Toppen på Mount Hay är 2 023 meter över havet, eller 34 meter över den omgivande terrängen. Bredden vid basen är 0,25 km.
Terrängen runt Mount Hay är huvudsakligen kuperad, men västerut är den bergig. Trakten runt Mount Hay är nära nog obefolkad, med mindre än två invånare per kvadratkilometer.. Det finns inga samhällen i närheten. 
Trakten runt Mount Hay är permanent täckt av is och snö.